# Сальвіден
Марк Сальвіден (лат. Marcus Salvidenus) — римський намісник Юдеї. бл. 80-85-го років. Дату його намісництва підтверджує палестинська монета Тита.